# کمیته نظارت
کمیته نظارت (انگلیسی: Supervisory board) یا هیئت نظارت، گونه‌ای هیئت مدیره است، گاهی سهام‌داران یک شرکت سهامی، گروهی از مدیران غیراجرایی (غیرموظف) را انتخاب می‌کنند، که وظیفه اعضای هیئت مدیره را برعهده دارند. این گروه که کمیته نظارت نام دارد، مدیران اجرایی شرکت را استخدام کرده و مدیرعامل را انتخاب می‌کنند، همچنین به صورت هفتگی، بر عملکرد مدیرعامل و تیم مدیران اجرایی شرکت، نظارت می‌نمایند.
در بعضی از کشورهای اتحادیه اروپا و شرق آسیا ساختار راهبری دولایه‌ای رواج دارد. در این ساختار، دو هیئت جداگانه تعریف می‌شود، که هیئت عالی‌تر سیاست‌گذاری و تصمیم‌گیری کلان را برعهده دارد و هیئت پایین‌تر به اداره کارهای اجرایی می‌پردازد. ولی در دیگر کشورها (از جمله ایران) عمدتا ساختار راهبری تک‌لایه‌ای (یک هیئت مدیره) رواج دارد.